# Arcidiecéze minsko-mohylevská
Arcidiecéze minsko-mohylevská (latinsky Archidioecesis Minscensis Latinorum-Mohiloviensis Latinorum) je římskokatolická arcidiecéze na území Běloruska se sídlem v Minsku a konkatedrálou v Mogilevě. Je centrem minsko-mohylevské církevní provincie, jejími sufragánními diecézemi jsou: Diecéze hrodenská, Diecéze pinská a Diecéze vitebská. Po rezignaci arcibiskupa Tadeusze Kondrusiewicze byla vakantní, jejím administrátorem byl Mons. Kazimierz Wielikosielec, pomocný biskup v Pinsku. Dne 14. září 2021 byl arcibiskupem jmenován Mons. Iosif Stanieuski, dosavadní pomocný biskup hrodenský.